# Xian de Guangping
Le xian de Guangping (chinois simplifié : 广平县 ; pinyin : guǎngpíng xiàn) est un district administratif de la province du Hebei en Chine. Il est placé sous la juridiction de la ville-préfecture de Handan.

## Démographie
La population du district était de 247 654 habitants en 1999.